# 米哈林
51°2′22″N 26°55′32″E / 51.03944°N 26.92556°E
米哈林（烏克蘭語：Михалин），是烏克蘭西北部的村莊，隸屬里夫內州的里夫內區。該村始建於1629年，面積0.59平方公里，海拔高度176米，2001年人口802，人口密度每平方公里1,359.3人。